# Patti Chandler
Patricia «Patti» Chandler (Culver City, 8 de diciembre de 1943) es una actriz estadounidense.

## Trayectoria
Patti Chandler debutó como actriz en 1964 en la película Bikini Beach, con un papel secundario. A esto le siguieron apariciones en otras beach party films («películas de fiestas playeras»), generalmente junto a Salli Sachse, como Pajama Party (1964), How to Stuff a Wild Bikini (1965) y The Ghost in the Invisible Bikini (1966). Un artículo de Vanity Fair sobre la cultura del surf de los años 1960, publicado en su edición de agosto de 2006, describió a Chandler como «Alegre y adorable, Patti era más Sandra Dee que la propia Dee». Además, apareció también en varias series de televisión. Se retiró de la actuación en 1977, tras lo cual se convirtió en asistente de vuelo.

## Filmografía seleccionada
- Bikini Beach (1964) como Chica de playa,
- El virginiano (1964) (serie de televisión, episodio «A Father for Toby») como Margaret.
- Pajama Party (1964) como Pajama Girl.
- Beach Blanket Bingo (1965) como Patti.
- Ski Party (1965) como Janet.
- How to Stuff a Wild Bikini (1965) como Patti.
- Sergeant Deadhead (1965) como Patti.
- Dr. Goldfoot and the Bikini Machine (1965) como Robot.
- The Ghost in the Invisible Bikini (1966) como Patti.
- Fireball 500 (1966) como Leander Fan.
- The Big Valley (1967) (serie de televisión, episodio «Plunder!») como Chica india.
- El millón de ojos de Sumuru (1967) como Louise, esclava de Sumuru.
- Alias Smith and Jones (1971) (serie de televisión, episodio «Night of the Red Dog») como Secretaria (acreditada como Patricia Chandler).
- Quincy, M.E. (1977) (serie de televisión, episodio «Hot Ice, Cold Hearts») como Ann (acreditada como Patricia Chandler).
- McCloud (1977) (serie de televisión, episodio «The Great Taxicab Stampede») como Mujer policía (acreditada como Patricia Chandler).